# (2325) Chernykh
(2325) Chernykh (1979 SP) – planetoida z grupy pasa głównego asteroid okrążająca Słońce w ciągu 5 lat i 212 dni w średniej odległości 3,14 au. Została odkryta 25 września 1979 roku w Klet Observatory, w pobliżu Czeskich Budziejowic przez Antonína Mrkosa. Nazwa Chernykh została jej nadana na cześć rosyjskich astronomów Ludmiły i Nikołaja Czernychów.